# Charlie Edwards
Charlie Edwards (* 8. Februar 1993 in Surrey, England) ist ein britischer Profiboxer und ehemaliger WBC-Weltmeister im Fliegengewicht.
Er ist der ältere Bruder des Boxers und IBF-Weltmeisters Sunny Edwards.

## Amateurkarriere
Charlie Edwards gewann 2007 die Goldmedaille bei den Schüler-Europameisterschaften in der Gewichtsklasse bis 38,5 kg und eine Bronzemedaille im Halbfliegengewicht bei den Europameisterschaften 2011.
Zudem wurde er unter anderem 2008 britischer Juniorenmeister, 2010 britischer Meister, 2011 englischer, sowie britischer Meister und 2014 englischer Meister.

## Profikarriere
Edwards stand bei Matchroom Boxing unter Vertrag und wurde von Adam Booth trainiert. Vorherige Trainer waren Danny Vaughan und Brian O’Shaughnessy.
Sein Debüt gab er am 31. Januar 2015 in der O2 Arena in London. Im September 2015 gewann er in seinem fünften Kampf die englische Meisterschaft gegen den bis dahin unbesiegten Louis Norman und verteidigte den Titel gegen Phil Smith. Im Februar 2016 gewann er gegen Luke Wilton den Titel WBC International Silver und konnte am 10. September 2016 in seinem erst neunten Kampf um die IBF-Weltmeisterschaft im Fliegengewicht boxen, unterlag dabei jedoch gegen John Riel Casimero.
Im April 2017 wurde er britischer Meister durch einen Sieg gegen Iain Butcher und sicherte sich im Juni 2018 gegen Anthony Nelson den Titel WBA Continental. Am 22. Dezember 2018 besiegte er Cristofer Rosales beim Kampf um die WBC-Weltmeisterschaft im Fliegengewicht.
Seine erste Titelverteidigung gewann er am 23. März 2019 einstimmig nach Punkten gegen den Spanier Angel Moreno.
Am 31. August 2019 boxte er in seiner zweiten Titelverteidigung gegen den Mexikaner Julio Cesar Martinez Aguilar und wurde dabei in der dritten Runde niedergeschlagen und vom Ringrichter ausgezählt. Da der letzte Schlag Edwards aber getroffen hatte, als dieser bereits am Boden kniete, wurde die Aktion als Foul gewertet und der Kampf damit wertungslos beurteilt. Damit blieb Edwards Weltmeister, zudem wurde ein Rückkampf vereinbart, welcher jedoch nicht zustande kam. Im Oktober 2019 legte er den WBC-Titel nieder.
Er gewann dann fünf Kämpfe in Folge und wurde dabei am 27. September 2024 mit einem Sieg gegen Thomas Essomba EBU-Europameister. Am 15. März 2025 verlor er nach Punkten gegen Andrew Cain.